# Parasiccia atrosuffusa
Parasiccia atrosuffusa là một loài bướm đêm thuộc phân họ Arctiinae, họ Erebidae.